# 塩尻郵便局
塩尻郵便局（しおじりゆうびんきょく）は長野県塩尻市大門にある郵便局。民営化前の分類では集配普通郵便局であった。局番号は11203。

## 概要
住所：〒399-0799 長野県塩尻市大門六番町3-1

## 沿革
- 1872年8月4日（明治5年7月1日） - 塩尻郵便取扱所として開設[1]。
- 1875年（明治8年）1月1日 - 塩尻郵便局（五等）となる。
- 1881年（明治14年）4月20日 - 為替・貯金取扱を開始。
- 1894年（明治27年）2月16日 - 塩尻郵便電信局となる。
- 1903年（明治36年）4月1日 - 通信官署官制の施行に伴い塩尻郵便局となる。
- 1948年（昭和23年）4月16日 - 塩尻仲町郵便局から、郵便局で取扱う電話通話事務を除く電話業務を移管[2]。
- 1957年（昭和32年）9月 - 局舎落成。
- 1964年（昭和39年）6月20日 - 特定郵便局から普通郵便局に局種別改定。
- 1967年（昭和42年）2月25日 - 電話交換、和文電報配達、欧文電報受付配達および国際電報受付配達業務を塩尻電報電話局に移管。
- 1998年（平成10年）9月1日 - 外国通貨の両替および旅行小切手の売買に関する業務取扱を開始。
- 2007年（平成19年）10月1日 - 民営化に伴い、併設された郵便事業塩尻支店に一部業務を移管。
- 2012年（平成24年）10月1日 - 日本郵便株式会社発足に伴い、郵便事業塩尻支店を塩尻郵便局に統合。

## 取扱内容
- 郵便、印紙、ゆうパック、内容証明
- 貯金、為替、振替、振込、国際送金、外貨両替・トラベラーズチェック、国債、投資信託
- 生命保険、バイク自賠責保険、自動車保険
- ゆうちょ銀行ATM
- 「399-07xx」区域（塩尻市の一部）の集配業務
- ゆうゆう窓口

## 風景印
- 図案は『高ボッチ高原』・『平出遺跡の復元家屋』・『ブドウ』
- 使用開始日は1968年（昭和43年）11月20日

## 周辺
- 塩尻市役所
- 塩尻市文化会館（レザンホール）
- 塩尻市立塩尻西小学校
- 国道20号
- 国道153号

## アクセス
- JR塩尻駅（東口）から徒歩約10分
- 塩尻市地域振興バス（すてっぷくん） 塩尻銀座停留所下車
- 長野自動車道 塩尻ICから西へ約2.5km
- 駐車場あり：13台